# طائفة قرطبة
طائفة قرطبة أو دولة بني جهور هي إحدى ممالك الطوائف التي تأسست عام 422 هـ في الأندلس، بعد أن قرر أهل قرطبة إلغاء الخلافة في الأندلس إثر فتنة الأندلس. وظلت قائمة حتى ضمها المعتمد بن عباد إلى طائفة إشبيلية عام 462 هـ.

## تأريخ الطائفة
عانت الأندلس وبالأخص قرطبة أثناء فتنة الأندلس، مما دفع القرطبيون إلى إلغاء الخلافة وإجلاء الأمويين عن المدينة في ذو القعدة 422 هـ، واختارت الجماعة في قرطبة القاضي أبي الحزم بن جهور للحكم. كان نظام الحكم في الطائفة عند نشأتها أقرب للنظام الجمهوري المعاصر، فلم ينفرد أبو الحزم بالحكم، بل كان الأمر شورى بين صفوة زعماء المدينة وقادتها، ويصدر القرارات باسمهم، بل ولم ينتقل من داره إلى قصور الخلفاء، ولم يتخذ من أي من الألقاب أو مظاهر الملك. استطاع أبو الحزم بن جهور استعادة الأمن في قرطبة بعد أن كانت تفتقده في فترة الفتنة، ونظّم القضاء بنفسه، وعاون التجار لتنشيط الحركة الاقتصادية عن طريق توزيع المال عليهم، ويستفيدوا من الربح، ويكون رأس المال للدولة.
وفي 23 محرم 435 هـ، توفي أبو الحزم بن جهور، واختار أهل قرطبة ابنه أبو الوليد محمد بن جهور خلفًا له، وسار بسيرة أبيه إلى أن أصيب بالشلل، فقدّم على الناس ولده عبد الملك الذي خالف سيرتي أبيه وجده واستبد بالسلطة. وفي عام 462 هـ، حاول المأمون بن ذي النون صاحب طليطلة الاستيلاء على قرطبة، فاستنجد عبد الملك بالمعتمد بن عباد صاحب إشبيلية الذي نجح في منع المأمون، إلا أنه استولى على قرطبة لصالحه، واعتقل عبد الملك وأبوه وبني جهور في شعبان 462 هـ، ونفاهم إلى جزيرة شلطيش.

## قائمة الحكام
- أبو الحزم بن جهور (422 هـ - 435 هـ)
- أبو الوليد بن جهور (435 هـ - 457 هـ).
- عبد الملك بن جهور (457 هـ - 462 هـ).